# Stor blåtop
Stor blåtop (Molinia litoralis) er en flerårig, urteagtig græsart med en tueformet vækst. Græsset kaldes også Pibegræs. 

## Beskrivelse
Bladene er buet overhængende, flade med tydelig midterribbe og en hårløs bladskede. Oversiden er græsgrøn, mens undersiden er mere grågrøn. Om efteråret farves bladene smørgule. Ved den nederste ende af strået findes tre-fire knudeformede overvintringsorganer. Stråene har blade og "knæ", men kun helt nede i bladtuen. Det øverste, lange led er derimod bladløst. 
Blomstringen sker i juli-september. Blomsterne sidder endestillet i en løs top med sidegrene, som er op til 20 cm lange. De enkelte blomster er reducerede og mangler kron- og bægerblade, men de er overtrukket med et violet vokslag. Frøene er nødder.
Rodnettet er kraftigt, vidt udbredt og dybtgående med mange grove og trævlede rødder.
Højde x bredde og årlig tilvækst: 2,00 x 1,00 m (200 x 100 cm/år).

## Hjemsted
Stor blåtop er udbredt fra Lilleasien og Kaukasus til det meste af Europa. I Danmark er den ikke vildtvoksende. Den foretrækker voksesteder i fuld sol eller let skygge på en kalkholdig og gruset, men fugtig bund med et ringe næringsindhold. 
I det beskyttede vådområde Kolkheti nær søen Paliastomi i Georgien finder man arten på et sumpet bund sammen med flere tørvemosser: Sphagnum imbricatum, Sphagnum papilosum og Sphagnum acutifolium samt alm. fredløs, kongebregne, bukkeblad, Carex lasiocarpa (en art af star), guldazalea, hvid næbfrø, liden ulvefod, pontisk rododendron, rundbladet soldug, Solidago turtosa (en art af gyldenris), Smilax excelsa (en art af sarsaparil), tormentil og tørst
| Portal | Portal:Botanik |

## Note
1. ↑  Geoinformation Center: Central Kolkheti Wetland – Ecological Features Arkiveret 16. juni 2007 hos  Wayback Machine (engelsk)